# 舌動脈舌骨上枝
舌動脈舌骨上枝（ぜつどうみゃくぜっこつじょうし）は、頭頸部の動脈の一つ。舌動脈の枝。舌骨の上縁に沿って走行し、同部に付着する筋肉に栄養を提供する。反対側同名枝と吻合する。

## 関連事項
- 人間の動静脈一覧

この項目の一部は、現在パブリックドメインとなっているグレイ解剖学からのものです。